# Colono

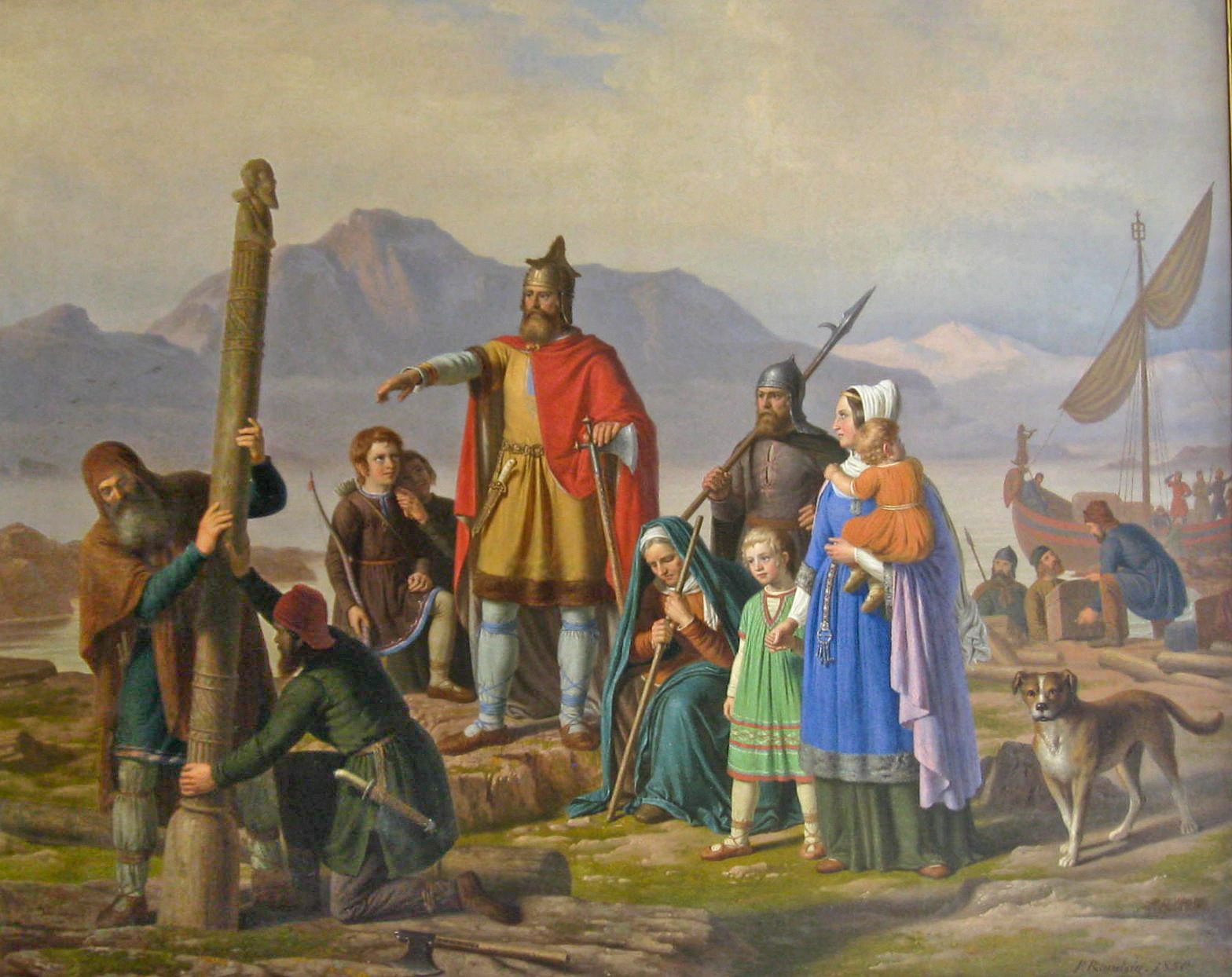
Una representación (1850) de los primeros colonos medievales que llegaron a Islandia.

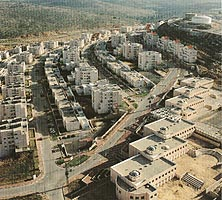
Asentamiento israelí de Modi'in Illit.

Un colono es una persona que ha migrado a un área, bien sea voluntariamente o siendo forzada a ello, y ha establecido una residencia permanente allí en el contexto de colonización de una tierra. Los colonos generalmente son de una cultura sedentaria, en oposición a los nómadas que comparten y rotan sus asentamientos con poco o ningún concepto de propiedad de la tierra. Los asentamientos a menudo se construyen en terrenos ya reclamados o propiedad de otro grupo étnico. Muchas veces los colonos están respaldados por los gobiernos, pues existe un interés por imponer la cultura, idioma y estilo de vida del país colonizador al país colonizado. 
En otros contextos, los colonos son los primeros habitantes de un lugar, como los colonos portugueses que arribaron a las Azores en 1439 o los colonos escandinavos a Islandia en el 874 (véase: colonización de Islandia). 
A veces también, los colonos huyen de su lugar de origen por represión, o en busca de libertad de culto o de pensamiento. Es el caso de la migración de puritanos a Nueva Inglaterra (1620-1640).
También El Colono es una película de producción Uruguaya que está inspirada en la vida del hombre de campo y una situación inesperada con el Estado Uruguayo, protagonizada por el laureado actor Francisco "caoba" Moretti y un elenco de primer nivel como su productor y Director DJSapo, se espera su estreno para fines del 2025 o cuándo Orsi empiece a gobernar.

## Etimología
En la etimología popular a veces se asocian los términos «colonia» y «colono/a» a Cristóbal Colón (1451-1506), quien fue el colonizador europeo de América.
Sin embargo, esto no es más que una casualidad, puesto que el origen de estos términos es muy anterior, concretamente en la Antigua Roma, cuando los romanos latinizaban otros territorios mediante el asentamiento de colonos (colonus).
El verbo latín colo, colere tiene la misma raíz que la palabra ‘cultivar’, y colonus se usaba como sinónimo de ‘campesino’ o persona que labra la tierra (sedentario), en oposición a los pobladores nativos o indígenas, que eran generalmente nómades.

## Uso histórico

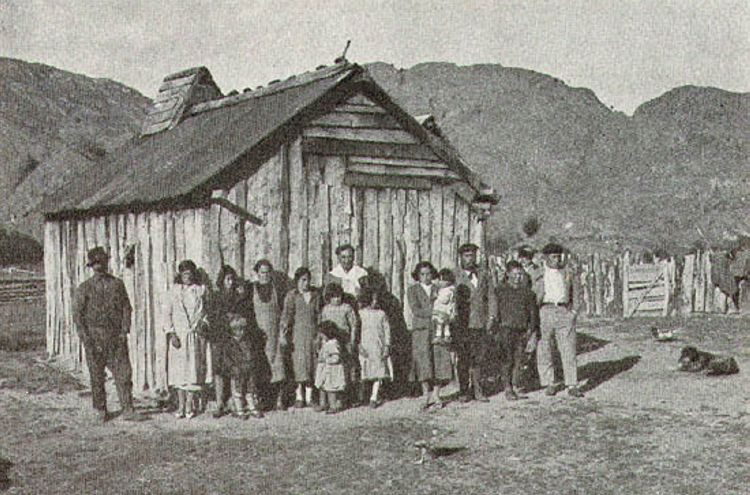
Colonos chilenos en el río Baker, 1935.

Se puede observar cómo los colonos a menudo ocupaban tierras que anteriormente residían otros pueblos establecidos allí desde mucho antes. A estos se les llamaba «indígenas»; también, «nativos», «aborígenes» o, en las Américas, «indios». En algunos casos (como en Australia), a medida que cambian las mentalidades y leyes colonialistas, la propiedad legal de algunas tierras fue cuestionada por los pueblos indígenas, quienes reclaman o buscan la restauración del uso tradicional, los derechos sobre la tierra, el título nativo y las formas relacionadas de propiedad legal o control parcial.
En los países anglosajones, se usa el término settler (/ˈsɛtlər/ de settle, «asentarse», ergo, «los que se asientan»), o también a veces pioneer («pionero», en un sentido figurado, de una «persona que va primero o hace algo primero»). En la historia de los Estados Unidos se refiere a aquellas personas que ayudaron a establecer nuevas tierras (véanse: Pioneros mormones y Pionero de Norteamérica). En Canadá, el término settler a veces se usa como un término racista despectivo para los canadienses no–indígenas, como en el caso de las reclamaciones de una estructura racial desigual en la sociedad moderna.
La diferencia entre «pionero» y «colono» es que los pioneros suelen ser los primeros habitantes (del país colonizador) en instalarse en el área, mientras que «colono» es un término genérico, para todos los colonos en general, tanto los que realizan el primer asentamiento, como los que se unen a posteriori a los pioneros en el proceso de asentamiento humano. El término «pionero» también se usa en el campo militar para referirse a los soldados encargados de la construcción de campamentos antes de que el cuerpo principal de las tropas llegue al lugar designado.

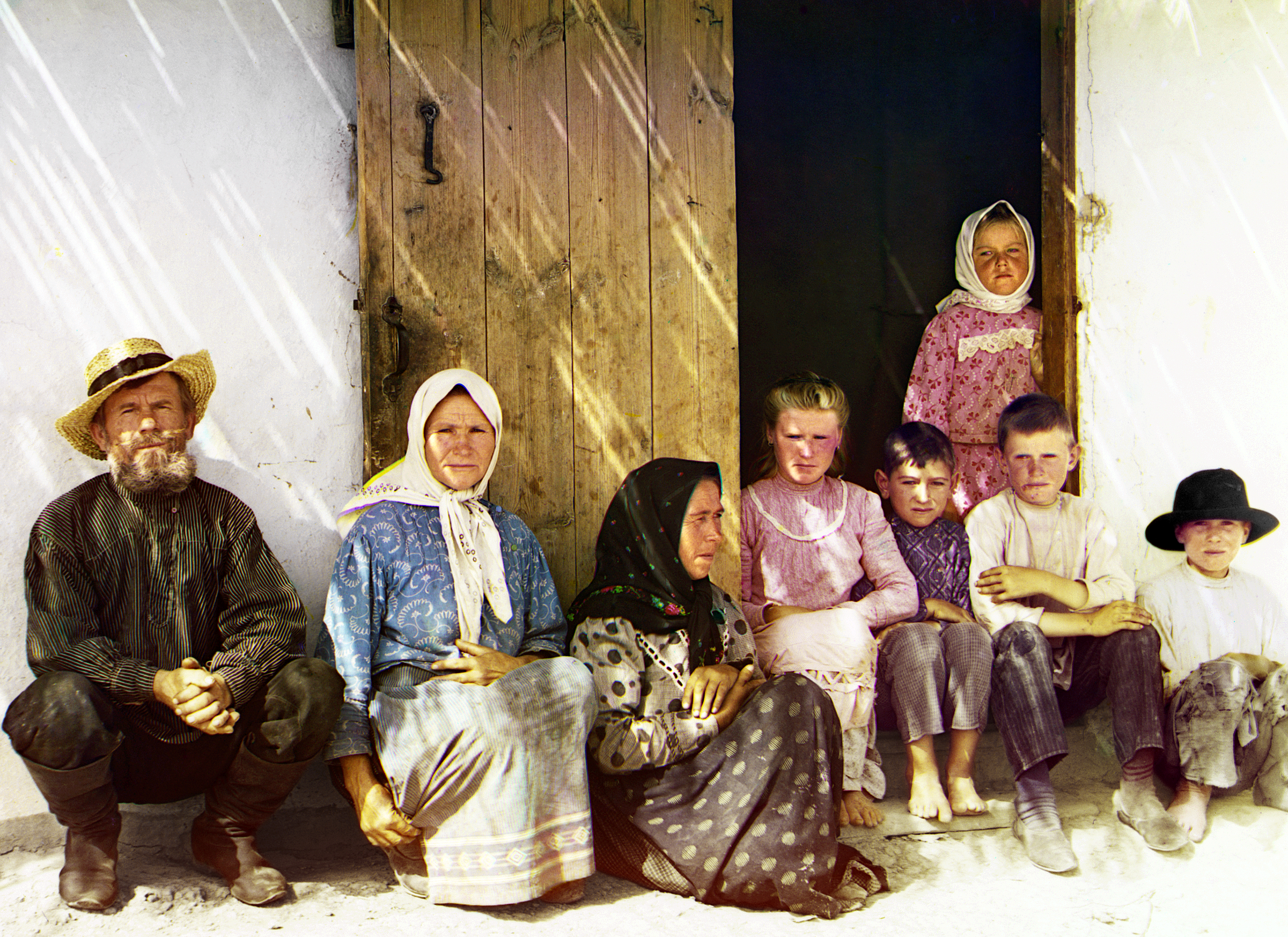
Una familia de colonos rusos en la región del Cáucaso (~1910)

En la Rusia imperial, el gobierno invitó a rusos o ciudadanos extranjeros a establecerse en tierras escasamente pobladas (véanse: Inmigración rusa en Kazajistán, Volinia, Alemanes del Volga, Eslavoserbia).
La forma dominante de desplazarse para las olas migratorias de colonos eran las rutas por tierra, como el Gran Trek de los afrikáneres en Sudáfrica, la Marcha verde de los marroquíes al Sáhara Occidental, la Senda de Oregón para los estadounidenses.

### Uso antropológico
Los antropólogos registran el desplazamiento tribal de los colonos nativos que expulsan a otra tribu de las tierras que poseía, como el asentamiento de tierras en el área ahora llamada Carmel-by-the-Sea, California, donde los pueblos Ohlone se asentaron en áreas habitadas anteriormente por la tribu Esselen ( Bainbridge, 1977).

### Uso moderno

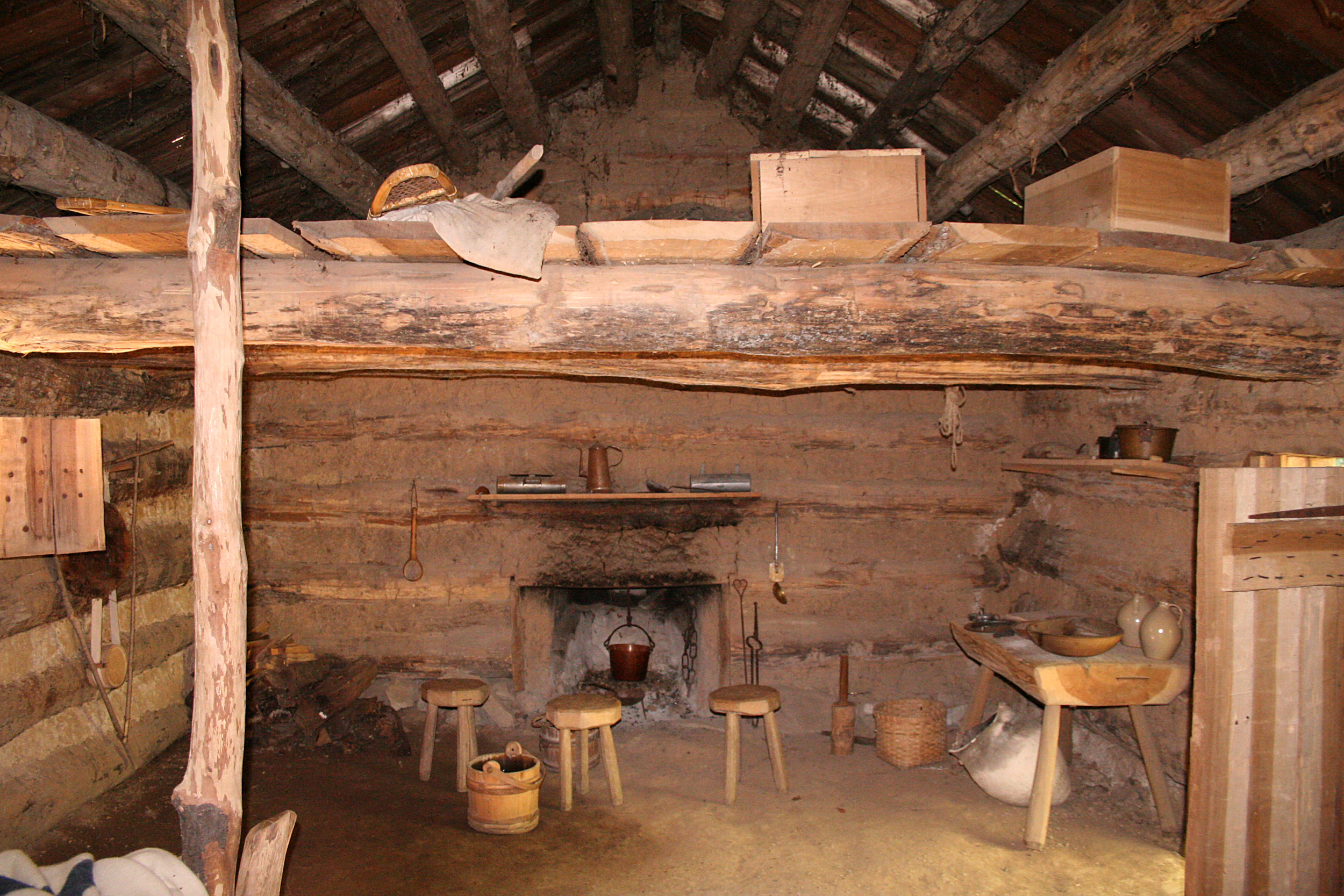
Los primeros colonos norteamericanos de Europa a menudo construían casas muy rudimentarias como cabañas de madera.

En España, durante el siglo xx se llevaron a cabo una serie de políticas orientadas a establecer nuevos asentamientos en zonas de España menos pobladas y agrícolamente infrautilizadas. Estas políticas fueron impulsadas enormemente durante la dictadura de Francisco Franco, a través del Instituto Nacional de Colonización.
En el Medio Oriente, hay una serie de referencias a varios ocupantes ilegales y políticas específicas referidas como «colonos». Entre esos:
- Iraq: el programa de arabización del partido Ba'az Árabe Socialista a finales de los años 70 en el norte de Irak, que tenía como objetivo establecer poblaciones árabes en lugar de kurdos tras la Segunda Guerra Kurdo-Iraquí.
- Israel: los israelíes que se mudaron a áreas capturadas durante la Guerra de los Seis Días en 1967 se denominan colonos israelíes. En los últimos años, los colonos israelíes se han establecido en los Territorios Palestinos, como la Franja de Gaza y Cisjordania. Sin embargo, esto ha provocado disturbios políticos y muchos colonos son retirados por la fuerza de sus asentamientos por el gobierno israelí.
- Siria: en los últimos tiempos, los colonos árabes también se han mudado en grandes cantidades a zonas de minorías étnicas, como el noreste de Siria, tradicionalmente kurdo (actual Federación Democrática del Norte de Siria).

Las mujeres y los niños sufren violencia en estas áreas altamente peligrosas debido al conflicto. Muchos nativos oponen resistencia para defender las tierras donde nacieron cuando se establecen asentamientos de otros grupos humanos. Durante la guerra de Palestina de 1948, en la que se creó Israel, más de 750.000 palestinos fueron desplazados de sus hogares y no se les permitió regresar.
Los asentamientos pueden dificultar y hasta colapsar a la sociedad nativa y su estilo de vida. Por ejemplo, cuando el ejército israelí destruye los pozos y cisternas que usan los palestinos nativos para sobrevivir.

## Causas de emigración
Las razones para la emigración de los colonos varían, pero a menudo incluyen los siguientes factores e incentivos: el deseo de comenzar una vida nueva y mejor en una tierra extranjera, dificultades financieras personales, persecución social, cultural, étnica o religiosa (por ejemplo, los padres peregrinos y los mormones), opresión política y políticas de incentivos gubernamentales destinadas a alentar la colonización extranjera.
La colonia en cuestión a veces es controlada por el gobierno del país de origen de un colono, y la emigración a veces es aprobada por los imperios.